# Erioptera flavata
Erioptera flavata är en tvåvingeart som först beskrevs av Westhoff 1882.  Erioptera flavata ingår i släktet Erioptera och familjen småharkrankar. Arten är reproducerande i Sverige. Inga underarter finns listade i Catalogue of Life.